# Кірхдорф-ан-дер-Кремс (округ)
Бецирк Кірхдорф-ан-дер-Кремс — округ Австрійської федеральної землі Верхня Австрія. 
Округ поділено на 23 громади:
- Едльбах
- Грюнбург
- Гінтерстодер
- Інцерсдорф-ім-Кремшталь
- Кірхдорф-ан-дер-Кремс
- Клаус-ан-дер-Пірнбан
- Кремсмюнстер
- Міхельдорф-ін-Оберестеррайх
- Молльн
- Нусбах
- Обершлірбах
- Петтенбах
- Рід-ім-Траункрайс
- Розенау-ам-Генгстпас
- Рослайтен
- Шлірбах
- Шпіталь-ам-Пірн
- Санкт-Панкрац
- Штайнбах-ам-Ціберг
- Штайнбах-ан-дер-Штайр
- Вордерстодер
- Вартберг-ан-дер-Кремс
- Віндішгарстен

## Демографія
Населення округу за роками за даними статистичного бюро Австрії

## Виноски
1. ↑  Statistik Austria. Архів оригіналу за 2 травня 2015. Процитовано 22 червня 2013.

| Австрія | Це незавершена стаття з географії Австрії. Ви можете допомогти проєкту, виправивши або дописавши її. |